# 广东革命历史博物馆
廣州近代史博物館位於廣東省廣州市大塘街道东平社区中山三路92号烈士陵園內，於1959年10月1日首次對外開放，馆址原为1909年設立的廣東谘议局。

## 建築歷史

### 1949年前
廣州近代史博物館原址原為1910年建立的广东谘议局。
1911年4月，中國同盟會的黃興在廣州領導起義，同盟會會員溫生才於4月8日持手槍擊斃時任清政府廣州將軍孚琦後被捕，4月15日在諮議局前的馬路被處決，後被中國國民黨安葬在諮議局東側的紅花崗，稱红花岗四烈士墓。1911年4月29日，起義失敗，烈士陳尸於此地，遗骸由同盟會會員潘達微收殮，合葬於黃花崗七十二烈士墓，并以“谘议局前新鬼录，黄花岗上党人碑”為題報道。
1911年11月9日，廣東各界代表在該處宣布廣東脫離清政府獨立，并成立都督府，推選胡漢民為都督。1921年5月，孫中山在此宣誓就任非常大總統。1925年10月，中國國民黨中央黨部由越秀南路的惠州會館遷至此處。1926年1月、5月1日、5月15日、10月15日，中國國民黨在此地分別召開第二次全國代表大會、第三次全國勞動大會、第二屆二中全會、中央委員會暨各省區代表聯席會議。1927年，中國國民黨中央委員會和國民政府回遷武漢，此地成為中國國民黨廣東省黨部。1927年1月，由毛澤東開辦的《政治周刊》在這裡創刊。

### 1949年後
1949年後，此地作為中國共產主義青年團廣東省委員會的所在地。1958年5月，經廣州市人民政府批准，在此地籌建廣東革命歷史博物館，由時任廣州市市長葉劍英題名。1959年10月1日，博物館舉行《广东人民革命斗争陈列展览》并首次對外開放。1966年6月，因文化大革命開始，博物館被當局關閉，直至1980年3月才恢復開放。1986年對展出內容作出修改，1987年正式開放。1993年，博物館建築因被判為危房而關閉維修。1994年廣州市人民政府撥出資金修復，1996年重新修復大樓屋面殼體；1996年7月23日，廣州編制委員會批准建立廣州近代史博物館，两块馆牌同一馆舍，内容着重反映1840至1949年广州的政治、经济、卫生、教育、文化、民俗等各方面的历史概况。1999年7月27日，廣州近代史博物館確定為第五批廣州市文物保護單位；2002年7月被廣東省人民政府確認為第四批廣東省文物保護單位。2006年被確認為第五批全國重點文物保護單位。2011年时值辛亥革命百年纪念，广州市人民政府等机关将庚戌新军起义烈士墓、兴中会坟场、广东咨议局旧址三处辛亥革命系列旧址一同进行整饰。2024年5月8日，由中国博物馆协会公布为国家一级博物馆。

## 建築特色
博物館分為主樓、荷花池和石橋三部分，主樓占地2500平方米，樓高兩層，屬於磚木、鋼梁柱結構的西方羅馬式議會建築，大門為弧形門廊，正中筑有4根仿歌德式柱。1998年，原通往中山三路的大門被拆除，进出博物館均須使用烈士陵園正門。

## 設施與展覽
展館內設有《近代廣州》大型陳列，陳列分兩部分。

### 第一部分：百年風雲
百年風雲展覽設於博物館一樓，主要展示在廣州多次發生的中國歷史重大的事件，并復原1921年孫中山宣誓就任非常大總統時的禮場。
內容分為：
- 禁煙毒、反侵略
- 洪秀全早期反清活動和康有為宣傳維新變法
- 民主革命策源地
- 國民革命中心
- 廣州起義
- 共赴革命，聯合抗日
- 廣州解放

### 第二部分：日趋近代化的中心城市
主要介紹廣州各方面的近代發展歷程，內容分為：
- 嶺南文化中心
- 都市建設
- 南方商貿城市
- 近代工業的興起
- 城鄉型農業

- 正面
- 弧形门廊
- 弧形门廊
- 復原1921年孫中山宣誓就任非常大總統時的禮場
- 穹顶

## 交通
- 巴士：
  - 烈士陵園，經停：1，76，93，102，107，108，183，211，222，243，517，864；BRT8；夜班1，2，4，9，27，36，40，78。
  - 大東門（中山三），經停：1，76，102，107，108，222，243，517;夜班1，2，4，9，27，40，78。
- 地鐵 ：█1号线 烈士陵園D口

## 下辖分馆
根据广州市文化广电旅游局和广东革命历史博物馆网站显示，广东革命历史博物馆下辖以下分馆：
- 广州起义纪念馆
- 中华全国总工会旧址纪念馆
- 中国社会主义青年团第一次代表大会纪念馆
- 越南青年政治训练班旧址、越南青年革命同志会旧址

## 外部連結
- 广东革命历史博物馆／廣州近代史博物館官方網站 （页面存档备份，存于）